# Saint-Christophe-Vallon
 Saint-Christophe-Vallon  (en occitano Sent Cristòfa) es una población y comuna francesa, situada en la región de Mediodía-Pirineos, departamento de Aveyron, en el distrito de Rodez y cantón de Marcillac-Vallon.

## Demografía
| 836 | 872 | 882 | 920 | 868 | 1002 |
| Para los censos de 1962 a 1999 la población legal corresponde a la población sin duplicidades (Fuente: INSEE [Consultar]) |     |     |     |     |      |